# Иван Класнић
Иван Класнић (29. јануар 1980) бивши је хрватски фудбалер који је играо на позицији нападача.
На почетку фудбалске каријере играо је у локалном Ст. Паулију у Другој Бундеслиги. У Вердер из Бремена прелази 2001. године, али у првој екипи оставља дубљи траг тек после две године због тешке озледе колена, која га је удаљила с терена.
Један је од највећих нада хрватске репрезентације, поготово након одласка Даде Прше. Иако је у бременском Вердеру стекао статус голгетера, у репрезентацији је дуго времена био у другом плану. После пријатељске утакмице у Базелу, када је Класнић постигао гол против Аргентине, те Аустрије пре Светском првенству у Немачкој 2006. изгледало је да ће и у репрезентацији почети са постизањем голова као и у клубу, али, то се ипак још није догодило.
У Вердеру је уз Мирослава Клозеа у сезони _2005/06. био кључни нападач, а вредност му се процењује на 12 милиона евра, те је постао најскупљи хрватски фудбалер до 2007. до када му је важио уговор са Вердером.
За репрезентацију је дебитовао у Сплиту 18. фебруара 2004. године у утакмици против Немачке, а до почетка квалификација за Европско првенство 2008. одиграо је 23 утакмице те постигао седам голова.
Током јануара 2007. због компликација насталих због отказивања рада бубрега, једина нада му је била хитна трансплантација. Мајка му је дала свој бубрег, али тело га је одбацило. Нови бубрег је добио од оца. Све је добро прошло, а доказ за то је да се поново појавио у репрезентацији Хрватске на Европском првенству 2008, заиграо против репрезентације Пољске, постигао победнички гол и проглашен за играча те утакмице.